# Chabarovskrättegångarna
Chabarovskrättegångarna var en serie rättegångar förda i Chabarovsk i Sovjetunionen mellan 25 och 31 december 1949. Tolv japanska krigsfångar och medlemmar av den japanska Kwantungarmén ställdes där inför rätta åtalade för krigsbrott för sin medverkan i Enhet 731:s projekt för utveckling och användning av kemiska och biologiska vapen och mänskliga experiment under andra världskriget.
Följande tolv personer från Enhet 731 dömdes: General Yamada Otozo, befälhavare över de japanska styrkorna i Kuantung, generallöjtnant Ryuiji Kajitsuka, chef över den medicinska administrationen, generallöjtnant Takaatsu Takahashi, chef över veterinärdivisionen, generalmajor Kiyoshi Kawashima, chef över en av Enhet 731:s avdelningar, generalmajor Shunji Sato, chef över Enhet 731:s avdelning i Kanton samt överstelöjtnant Toshihide Nishi, major Tomio Karasawa, major Maso Onoue, löjtnant Zensaku Hirazakura, sergeant Kazuo Mitomo, korpral Norimitsu Kikuchi och menige Yuji Kurushima.
Samtliga av de anklagade befanns skyldiga och dömdes till mellan två och tjugofem års fängelse i arbetsläger. De som fortfarande satt i fängelse år 1956 blev detta år frisläppta. 
År 1950 publicerade Sovjetunionen en bok på engelska språket med titeln Materials on the Trial of Former Servicemen of the Japanese Army Charged with Manufacturing and Employing Bacteriological Weapons, innehållande undersökningar, förhör, vittnesmål från åtalade och vittnen, försvarstal, expertuttalanden och tal från advokater och åklagare från rättegången.  Denna bok uppfattades under 1950-talet som sovjetpropaganda och uppgifterna togs inte på allvar i Väst utan jämfördes med Moskvarättegångarna. Senare forskning har dock bedömt att Chabarovskrättegångarna lämnade korrekt information om Enhet 731:s arbete, och boken blev år 2015 digitaliserad och lades ut på nätet, och publicerades även som e-bok. 